# Asilus heydenii
Asilus heydenii är en tvåvingeart som beskrevs av Christian Rudolph Wilhelm Wiedemann 1828. Asilus heydenii ingår i släktet Asilus och familjen rovflugor. Inga underarter finns listade i Catalogue of Life.